# Namazonurus peersi
Espèce
Synonymes
- Zonurus peersi Hewitt, 1932
- Cordylus peersi (Hewitt, 1932)

Statut CITES
Namazonurus peersi est une espèce de sauriens de la famille des Cordylidae.

## Répartition
Cette espèce est endémique du Cap-du-Nord en Afrique du Sud. Elle se rencontre au Little Namaqualand.

## Publication originale
- Hewitt, 1932 : Some new species and subspecies of South African batrachians and lizards. Annals of the Natal Museum, vol. 7, n. 1, p. 105-128 (texte intégral).